# دير نظام
دير نظام  هي قرية فلسطينية تقع في الضفة الغربية في دولة فلسطين. وتتبع محافظة رام الله والبيرة. وقعت تحت الاحتلال الإسرائيلي بعد حرب 1967.

## الجغرافيا
تقع إلى الشمال الغربي من مدينة رام الله وتبعد عنها حوالي 20 كم ترتفع عن سطح البحر حوالي 620 متر. يقدر عدد سكانها حوالي 1500 نسمة، ويقدر عدد المغتربين بحوالي 4000 نسمة وأكثر غالبيتهم في الأردن. مساحة القرية 4000 دونم.

## التاريخ
تم العثور هنا على قطع أثرية من العصور البيزنطية والصليبية/ الأيوبية والمملوكية.

### الدولة العثمانية
في عام 1517، صارت القرية ضمن الدولة العثمانية مع بقية فلسطين، وفي 1596 ظهر اسمها لأول مرة ضمن سجل الضرائب. كان عدد سكانها 4 أسر وجميعهم مسلمون، كانوا قد دفعوا ضريبة ثابتة بنسبة 25% على المنتجات الزراعية، والتي تشمل القمح والشعير وأشجار الزيتون وكروم العنب وأشجار الفاكهة والماعز وخلايا النحل بما مجموعة 1,200 آقجة. تم العثور هنا أيضًا على قطع أثرية من العصر العثماني المبكر.
في عام 1863 زارها المستكشف فيكتور جويرين ووصفها بأنها قرية نصف مدمرة ولا يسكنها سوى مائة فلاح.
في عام 1882، وصفها مسح جغرافيا فلسطين الذي نفذه صندوق استكشاف فلسطين الغربية (SWP) بأنها:«قرية صغيرة على نقطة عالية، مع زيتون حولها. وهي تقع فوق أنقاض تبنة مباشرة، ويتم الحصول على المياه من عين تبنة».
في عام 1896، قدر عدد سكان دير نظام بحوالي 147 شخصًا.

### الانتداب البريطاني
في التعداد السكاني عام 1922 لفلسطين الذي أجرته سلطات الانتداب البريطاني، كان عدد سكان دير نظام حوالي 106 مسلم. تزايد في تعداد عام 1931 إلى 166 مسلمًا في 34 منزلاً.
في إحصائية عام 1945، كان عدد السكان 190 مسلمًا، بينما كان إجمالي مساحة الأرض 1,938 دونمًا وفقًا لمسح رسمي للأراضي والسكان. منها 514 مزرعة وأراضٍ للري، و 483 للحبوب، بينما صُنِّف 31 دونمًا كمناطق عمرانية.

### الإدارة الأردنية
في أعقاب الحرب العربية الإسرائيلية عام 1948، وبعد اتفاقيات الهدنة لعام 1949، أصبحت القرية تحت الحكم الأردني.
بلغ عدد سكان القرية وفق التعداد الأردني لعام 1961 حوالي 267 نسمة.

### الحكم الإسرائيلي
منذ حرب الأيام الستة عام 1967، أصبحت القرية تحت الاحتلال الإسرائيلي. بلغ عدد السكان في تعداد عام 1967 الذي أجرته السلطات الإسرائيلية حوالي 216.
بعد اتفاقيات عام 1995 والتي عُرفت باتفاقية أوسلو الثانية، تم تعريف 4.7% من أراضي القرية على أنها أراضي المنطقة ب، في حين تم تعريف 95.3 المتبقية على أنها منطقة ج. في عام 1997 صادرت إسرائيل 604 دونمات من أراضي القرية لصالح مستوطنة حلميش الإسرائيلية.

## مؤسسات القرية
توجد مدرسة ثانوية في القرية ويتعلم طلاب المرحلة الثانوية في القرى المجاورة. يلتحق معظم طلاب الجامعات بجامعة بيرزيت أو جامعة القدس المفتوحة.
شبكة الكهرباء في القرية تابعة لشركة كهرباء محافظة القدس، بينما تدير السلطة الوطنية الفلسطينية شبكة المياه فيها. تم تشكيل مجلس قروي من سبعة أعضاء عام 2005 لإدارة القرية.
لا يوجد شبكة صرف صحي في القرية ويعتمد السكان على الحفر الامتصاصية والتي غالبا ما تسبب مشاكل كبيرة لأهالي القرية.